# Kendale McCullum
Kendale DeShawn McCullum (Elgin, 31 maggio 1996) è un cestista statunitense naturalizzato sudsudanese.

## Palmarès
- Coppa di Finlandia: 1

Helsinki Seagulls: 2021